# Народни покрет (Црна Гора)
Народни покрет је српска политичка партија основана 2021. године у Црној Гори. Њен оснивач и председник је привредник и филантроп  Миодраг Дака Давидовић.
Партија је учествовала на локалним изборима у општини Никшић 14. марта 2021. године освојивши први мандат у локланом парламенту у историји странке.